# イェルガヴァ
イェルガヴァ （ラトビア語: Jelgava [jælɡava] ( 音声ファイル); ロシア語: Елгава, ラテン文字転写: Yelgava）は、ラトビアの都市。ゼミガレ地方最大の都市である。首都リガからおよそ41km南西に位置する。イェルガヴァはかつてクールラント公国の首都であった。1919年まであったクールラントの中心地であった。古くはミタウ（ドイツ語: Mitau, Mitaw, Mītava; リトアニア語: Mintauja; ポーランド語: Mitawa; ロシア語: Митава, ラテン文字転写: Mitava）とも称した。
日本語ではヤルガヴァとの表記もみられる。
イェルガヴァは、リエルペ川右岸の海抜12フィートほどの、肥沃な平野の上に位置する。川の水位が上がると、平野と時には町が浸水してしまう。イェルガヴァは、かつての要塞跡を占めるヤコブ運河（クールラント公ヤーコプ・ケトラーにちなむ）に周囲を囲まれている。町には鉄道中継駅と、重要な穀物・材木の市場がある。また、イェルガヴァ空軍基地もある。

## 地名の発祥
イェルガヴァという名は、リヴォニア語のjelgab（低地）から派生したと信じられてきた。ドイツ語名Mitauの語源は不明であり、ラトビア語のmītまたはmainīt（交換する、貿易をする）からきたのではないかと推測されている。そうすると、『貿易がおこなわれている場所』となる。その他のミータウの語源とされる説明として、mitten in der Aue / die Mitte der Aa（アー川の中間）という言葉から派生したのではないかというものがある。アー川とはかつてKurländische Aa（クールラントのアー川）と呼ばれたリエルペ川を指している。

## みどころ
イェルガヴァは通常、クールラントの首都時代にバルト・ドイツ人貴族らが住んだ邸宅が、広い通りに列をなす姿が挙げられる。クールラント公の古い城（1266年）はリエルペ川中の島に立っていたが、18世紀に当時のクールラント公エルンスト・ヨハン・フォン・ビロンによって壊された（彼は、バルトロメオ・ラストレッリによって建てられた広大な宮殿をリエルペ河岸に所有していた）。この宮殿には、最後の一人を除く歴代クールラント公のサルコファガスが含まれている。のちにフランス王となるルイ18世は、1798年から1800年までこの宮殿に逗留していた。現在、宮殿はラトビア農業大学（LLU）が使用している。その他の見どころとして、バロック様式の聖アンナ教会、破壊された三位一体教会の塔、そして秀麗な建築物であるヴィッラ・メデムとアカデミア・ペトリナである。

## 歴史
リヴォニア人の定住地としてのイェルガヴァは、10世紀にリエルペ川とドリスカ川の間に発展し始めた。騎士団総長コンラート・フォン・マンダーに率いられたリヴォニア帯剣騎士団が、13世紀に川中の天然の島に要塞としての機能を持つ城を建設した。ミタウの城は南部の要塞として使用され、ドイツ人騎士たちが、1290年から周辺で暮らすリヴォニア人とセミガリア人を従属させた。町は南部のリトアニア人に対する防御物として重要性を増していった。1345年、リトアニア人はミタウを略奪した。
リヴォニア戦争で騎士団が衰退する結果となり、ミタウは1561年にクールラント公国の町となった。1573年にイェルガヴァは市特権を授かり、1578年にはクールラント及びセミガリア公国の首都となった。クールラント公国は1596年に分裂し、イェルガヴァはセミガリア公フリードリヒ・ケトラーの居住地となった。1617年に再度クールラントとセミガリアが合同すると、イェルガヴァは首都となった。合同公国はポーランド・リトアニア共和国の領臣となり、町の名はポーランド語名のミタワとなった。連合の絶え間ないスウェーデンとの戦争のために、ミタワは幾度も包囲戦にあった。戦争にもかかわらず、市は貿易と産業の中心となっていった。クールラントの近隣諸国が強力さを増すにつれ、公国とミタワはロシア帝国の勢力圏内に落ちていった。1711年から1730年のクールラント公は、のちロシア女帝となったアンナであった。
クールラント公エルンスト・フォン・ビロンは、イェルガヴァに文化的状況を拡大させた。彼は公爵宮殿を建て、市内初の公共図書館を開館させた。1775年、最後のクールラント公ペーター・フォン・ビロンは、アカデミア・ペトリナ大学を創設した。これは国の知性のより所となった。ペーターはまた、宮廷での演劇上演に尽力した。

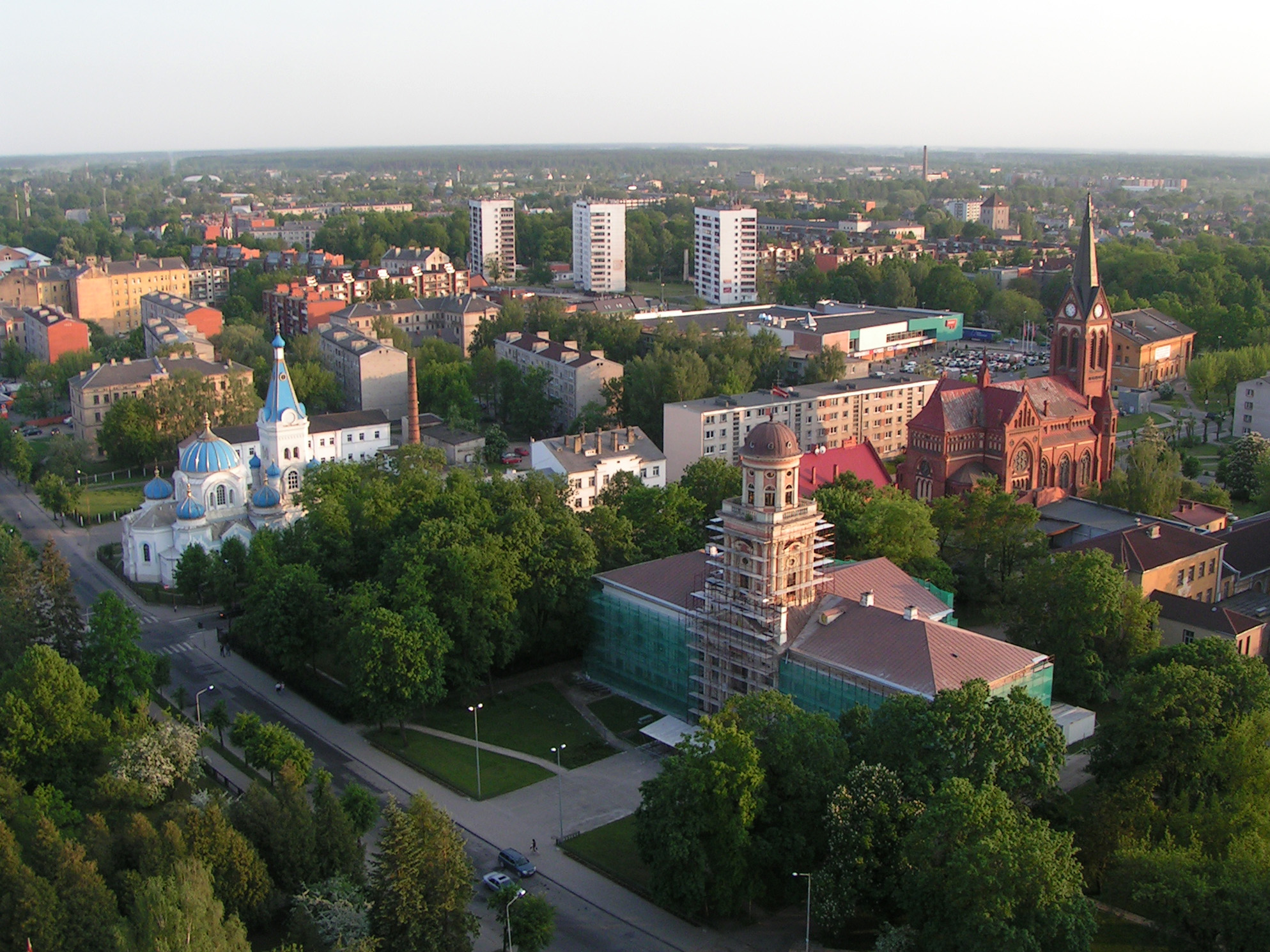
空から見たイェルガヴァ市街

1789年にフランス革命が勃発すると、イェルガヴァ市民はさらなる権利のため声を挙げた。しかし、ロシア帝国はポーランド分割の最中である1795年にクールラントの都市を併合した。イェルガヴァの宮殿は、革命から逃れてきたプロヴァンス伯（のちのルイ18世）の住居となった。ナポレオン戦争においては、市はプロイセン王国に占領されたとはいえ、広範囲な破壊から逃れた。
1868年に鉄道が建設された後、イェルガヴァはさらに拡大した。インフラストラクチャーの発展が、田園地帯に住むラトビア人の都市への移住を後押しした。彼らは、商人、職人、教師、士官となった。1914年にはイェルガヴァには45,000人強の住民がいた。しかし、第一次世界大戦勃発後、イェルガヴァは相当な被害を受けた。ドイツ帝国軍が戦時中イェルガヴァを占領し、戦後の1919年にはソビエト政権、ドイツ義勇軍、ラトビア人自由闘士らの戦場となった。ラトビア人勢力が勝利した後、イェルガヴァは独立を果たしたラトビアの重要な都市となったのである。
独ソ不可侵条約の結果、第二次世界大戦中の1940年に、イェルガヴァはラトビア全土とともにソビエト連邦に併合された。市の人口のほとんどを占めていたドイツ系住民は独ソ集団移住によって西部へ移された。1941年に、イェルガヴァはドイツ国防軍の北方軍集団によって占領され、1944年にソビエト赤軍に解放された。市の歴史地区、工場、鉄道網、そして公共建築物は、市のほぼ9割を破壊されたほどの戦闘によって徹底的に破壊された。
イェルガヴァはソビエト占領時代に再建された。現在は人気のある観光地となっている。

## 気候
| イェルガヴァの気候                                      | イェルガヴァの気候 | イェルガヴァの気候 | イェルガヴァの気候 | イェルガヴァの気候 | イェルガヴァの気候 | イェルガヴァの気候 | イェルガヴァの気候 | イェルガヴァの気候 | イェルガヴァの気候 | イェルガヴァの気候 | イェルガヴァの気候 | イェルガヴァの気候 | イェルガヴァの気候 |
| 月                                                      | 1月                | 2月                | 3月                | 4月                | 5月                | 6月                | 7月                | 8月                | 9月                | 10月               | 11月               | 12月               | 年                 |
| ------------------------------------------------------- | ------------------ | ------------------ | ------------------ | ------------------ | ------------------ | ------------------ | ------------------ | ------------------ | ------------------ | ------------------ | ------------------ | ------------------ | ------------------ |
| 最高気温記録 °C （°F）                                  | 10.7 (51.3)        | 13.5 (56.3)        | 19.7 (67.5)        | 27.4 (81.3)        | 30.0 (86)          | 32.8 (91)          | 36.0 (96.8)        | 33.7 (92.7)        | 30.1 (86.2)        | 23.4 (74.1)        | 17.0 (62.6)        | 11.6 (52.9)        | 36 (96.8)          |
| 平均最高気温 °C （°F）                                  | −0.3 (31.5)        | 0.3 (32.5)         | 4.9 (40.8)         | 12.4 (54.3)        | 18.1 (64.6)        | 21.3 (70.3)        | 23.9 (75)          | 23.1 (73.6)        | 17.8 (64)          | 10.8 (51.4)        | 4.8 (40.6)         | 1.1 (34)           | 11.52 (52.72)      |
| 日平均気温 °C （°F）                                    | −2.7 (27.1)        | −2.7 (27.1)        | 0.7 (33.3)         | 6.7 (44.1)         | 12.0 (53.6)        | 15.5 (59.9)        | 17.9 (64.2)        | 17.0 (62.6)        | 12.3 (54.1)        | 6.9 (44.4)         | 2.5 (36.5)         | −0.9 (30.4)        | 7.1 (44.78)        |
| 平均最低気温 °C （°F）                                  | −5.7 (21.7)        | −6.2 (20.8)        | −3.6 (25.5)        | 1.1 (34)           | 5.1 (41.2)         | 8.9 (48)           | 11.6 (52.9)        | 10.8 (51.4)        | 7.0 (44.6)         | 2.9 (37.2)         | −0.1 (31.8)        | −3.6 (25.5)        | 2.35 (36.22)       |
| 最低気温記録 °C （°F）                                  | −34.5 (−30.1)      | −34.9 (−30.8)      | −30.1 (−22.2)      | −14.2 (6.4)        | −5.3 (22.5)        | −1.1 (30)          | 2.8 (37)           | 0.3 (32.5)         | −6.4 (20.5)        | −10.1 (13.8)       | −22.4 (−8.3)       | −32.2 (−26)        | −34.9 (−30.8)      |
| 降水量 mm （inch）                                      | 43.6 (1.717)       | 34.8 (1.37)        | 33.8 (1.331)       | 36.0 (1.417)       | 52.4 (2.063)       | 73.4 (2.89)        | 82.1 (3.232)       | 69.4 (2.732)       | 59.9 (2.358)       | 68.2 (2.685)       | 50.4 (1.984)       | 47.1 (1.854)       | 651.1 (25.633)     |
| 平均降水日数                                            | 13                 | 10                 | 11                 | 8                  | 9                  | 11                 | 11                 | 11                 | 11                 | 13                 | 13                 | 14                 | 135                |
| 出典1：LVĢMC (平均値：1991年-2020年、極値：1867年-現在) |                    |                    |                    |                    |                    |                    |                    |                    |                    |                    |                    |                    |                    |
| 出典2：NOAA (平均降水日数：1981年-2010年)               |                    |                    |                    |                    |                    |                    |                    |                    |                    |                    |                    |                    |                    |

## 出身者
- ヤーニス・ルーシス - やり投選手。オリンピック金メダリスト
- カール・エドゥアルト・アイヒヴァルト - 博物学者